# Polygonum polystachyum
Espèce
Polygonum polystachyum (synonymes: Koenigia polystachya, Persicaria wallichii, Aconogonum polystachyum) est une plante herbacée vivace rhizomateuse, appelée renouée de l'Himalaya ou renouée à nombreux épis en français.
C'est une des nombreuses renouées de la famille des Polygonacées.

Elle fait partie des membres d'une famille botanique dont certaines espèces sont localement devenues envahissantes quand elles ont été introduites en Europe ou en Amérique du Nord à partir de l'Asie d'où elles sont originaires.

Elle fait par exemple en Suisse partie de la Liste noire des plantes envahissantes. En Suisse, les citoyens sont invités à signaler les nouveaux foyers d'apparition de cette espèce. Des sites de science participative et collaborative comme Tela Botanica permettent aussi de contribuer à alimenter les bases de données ou de photos concernant les espèces envahissantes.

## Taxonomie

### Phytosociologie
Sa formation végétale (caractérisée par la dominance d'un type biologique) est l'hémicryptophytaie.

Le phytosociologue la classe dans le Glechomo hederaceae - Urticetea dioicae

### Synonymie[4]
- Polygonum hagei Royle ex Bab. [1838, Trans. Linn. Soc. London, 18 : 110]
- Pleuropteropyrum polystachyum (C.F.W.Meissn.) Javeid & Munshi [1986, J. Econ. Taxon. Bot., Addit. ser. : 78]

Synonymes nomenclaturaux
- Koenigia polystachya (Wall. ex Meisn.) T.M.Schust. & Reveal, 2015[5]

- Rubrivena polystachya (C.F.W.Meissn.) M.Král [1985, Preslia, 57 (1) : 66]
- Reynoutria polystachya (C.F.W.Meissn.) Möldenke [1941, Bull. Torrey Bot. Club, 68 : 675] [3]
- Peutalis polystachyum (C.F.W.Meissn.) Raf. [1838, New Fl. N. Amer., 4 : 50]
- Persicaria wallichii Greuter & Burdet in Greuter & Raus [1989, Willdenowia, 19 (1) : 41]
- Persicaria polystachya (C.F.W.Meissn.) H.Gross [1913, Bot. Jahrb. Syst., 49 : 315] non Opiz [1852, Lotos, 2 : 229]
- Aconogonon polystachyum (C.F.W.Meissn.) M.Král

## Description

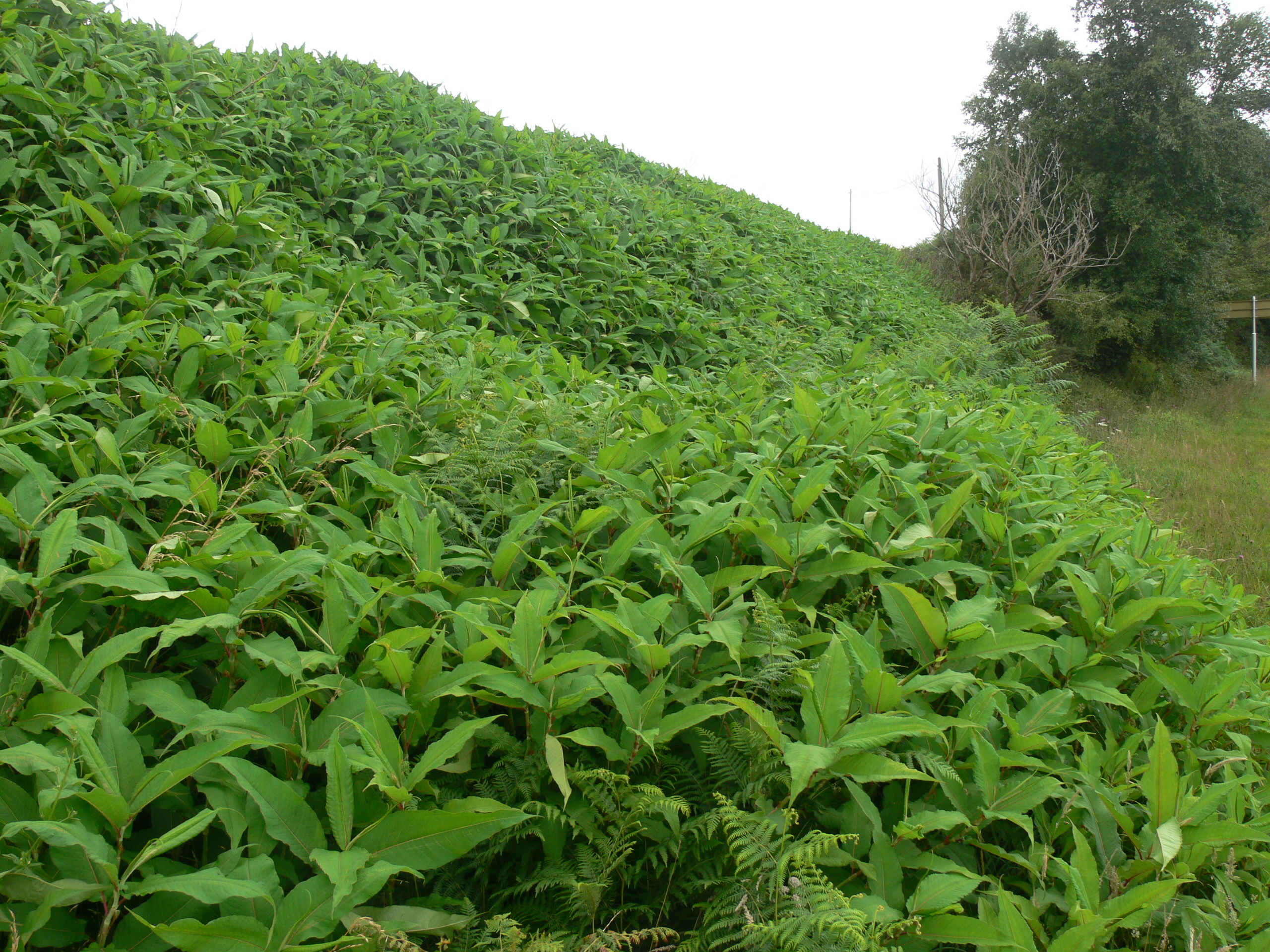
Polygonum polystachyum, en bordure de route départementale, dans le Finistère.

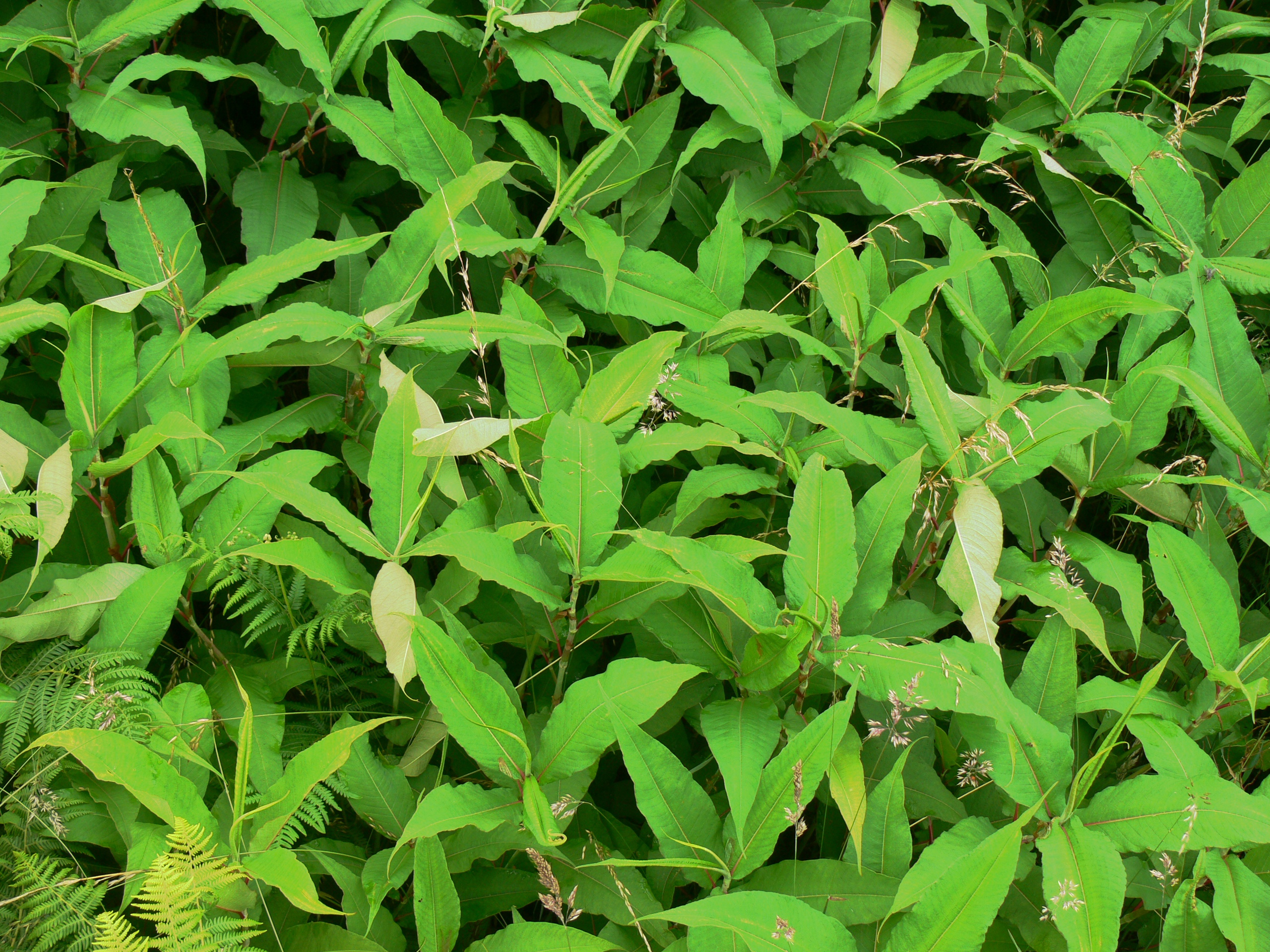
Polygonum polystachyum (même site que ci-dessus).

### Appareil végétatif
Les tiges sont creuses, rougeâtres quand elles sont jeunes puis verdâtres à brunes en vieillissant. Elles croissent rapidement, dépassant un à deux mètres de hauteur en quelques mois. Les feuilles sont mesurent jusqu’à 30 cm de long et 10 cm de large. Elles sont longuement pétiolées, au limbe oblong à lancéolé se terminant en pointe avec une base hastée ou cordée. La face inférieure est garnie de poils fins (visibles à la loupe), la face supérieure est glabre.
Les stipules sont de couleur brune.

### Appareil reproducteur
La floraison est tardive. Fleurs blanches ou roses, aux étamines bleutées à violettes. Les fleurs sont arrangées en panicules amples. Les fruits sont trigones, bruns, longs de 3 à 5 mm de long.

### Confusion possible
Elle ressemble assez à la renouée du Japon, si ce n'est que :
- les buissons qu'elle forme sont plus bas (mais souvent plus denses) ;
- ses feuilles longues d'une vingtaine de cm pour les plus grandes sont nettement plus effilées ;
- la forme de ses épis floraux est très différente (épi de cymes triflores).

## Biologie
La plante dispose de plusieurs moyens pour se reproduire et étendre son aire.
- Les fleurs nombreuses, produisent des akènes transportées par le vent, le ruissellement et peut-être parfois par des animaux.
- Via ses rhizomes elle peut former des colonies très denses ne laissant de place à aucune autre plante, par exemple sur des talus routiers.
- Elle peut également se propager (reproduction asexuée) si les articles de la tige contenant des nœuds formant des points d'enracinement sont séparés du pied-mère et déplacés vers un sol qui lui est adapté. Comme pour la renouée du Japon, la broyer ou faucher, n'est pas un moyen de s'en débarrasser[6].

## Habitat et distribution
Comme l'indiquent ses deux noms communs anglais (Himalayan knotweed et cultivated knotweed) c'est une plante originaire des contreforts de l'Himalaya, et qui est localement cultivée pour des raisons décoratives en général. Elle est adaptée aux talus caillouteux périodiquement secs.
En Europe, on la trouve colonisant des friches, talus routiers ou de voies ferrées, berges ou lisières vivaces médioeuropéennes, eutrophiles, mésohydriques à mésohygrophiles.

Elle a été introduite en Europe et Amérique comme plante ornementale, et montre localement des capacités à devenir envahissante, voire envahissante (par exemple dans l'État de Washington. En expansion récente dans certaines régions, elle est néanmoins beaucoup plus rare que la renouée du Japon.

## Espèce exotique envahissante
Depuis 2022, la renouée à nombreux épis est inscrite dans la liste des espèces exotiques envahissantes préoccupantes pour l’Union européenne. Cela signifie qu'elle ne peut plus être importée, cultivée, commercialisée, plantée, ou libérée intentionnellement dans la nature.